# DJ Quicksilver
Orhan Terzi, né le 28 juin 1964 à Istanbul, mieux connu sous son nom de scène DJ Quicksilver, est un disc jockey et producteur de musique turc basé en Allemagne.
Son succès le plus notable est la chanson I Have a Dream/Bellissima (1996).

## Discographie

### Albums studios
- 1997: Quicksilver
- 1998: Escape 2 Planet Love
- 2003: Clubfiles One
- 2013: Clubfiles Two